# Marula
A marula (Sclerocarya birrea) (skleros dura, karya noz - referência à semente), também chamada morula ou canhoeiro ou ocanheiro ou cocanheiro, é uma árvore de tamanho mediano, originária do bioma das savanas da África oriental. Caracteriza-se por um tronco único acinzentado e uma copa de folhas verdes, podendo atingir cerca de 10 metros de altura em baixas altitudes e pradarias abertas, típicas da savana. A planta é dioica (possui flores masculinas e flores femininas separadas), perene e suas flores são pequenas, de cor vermelha, emitidas no início da primavera. Por serem dioicas, para que ocorra a frutificação, há necessidade de plantas femininas e masculinas no mesmo habitat. Os frutos, chamados marulas, mas também canhos ou ocanhos ou cocanhas, são ovoides ou globosos com uma polpa suculenta, doce-acidulada e uma semente. São bastante conhecidos pelo seu uso no licor da marca Amarula®, produzido através da fermentação de seu suco. A distribuição das espécies através da África seguiu a migração do povo bantu, por ter sido um importante item da sua dieta desde os primórdios.
Relacionamentos: pertence a mesma família Anacardiaceae da manga, da castanha de caju e do pistache.

## Usos
- O núcleo da semente é rico em proteína e gordura, com um sabor de nozes, constitui uma boa fonte de alimentação.
- As frutas são comumente comidas frescas ou preparadas em sucos, geleias e licores - sendo entre estes o mais conhecido o da marca Amarula.
- O óleo de marula feito a partir do núcleo da semente, é usado na África como protetor antioxidante da pele.
- Pode ser usado na fabricação de combustível etanol.
- A casca da árvore pode ser usada no tratamento e na profilaxia da malária.
- O chá das folhas da marula pode ser usado no tratamento da indigestão.
- A fruta é uma importante fonte alimentar para diversos animais da África meridional, incluindo elefantes, rinocerontes e girafas.

## Na cultura popular
A fruta da marula também serve de alimento para vários animais na África Austral. No filme Animals Are Beautiful People, de Jamie Uys, lançado em 1974, algumas cenas mostram elefantes, avestruzes, javalis e babuínos embriagados após comerem frutos fermentados. Mais tarde, uma pesquisa mostrou que essas cenas, eram improváveis e obviamente falsas. Para que os frutos fermentados tivessem efeito sobre um elefante, seria preciso que ingerissem uma enorme quantidade de marulas fermentadas, além disso, outros animais preferem a fruta madura. A quantidade de água ingerida diariamente pelos elefantes também diluiria o efeito da fruta a tal ponto que eles não seriam afetados por ela. Relatos de elefantes embriagados pela marula, no entanto, são persistentes.